# Dongrossé
Dongrossé (ou Balané-Dongrossé ) est une localité du Cameroun située dans le département du Mayo-Kani et la Région de l'Extrême-Nord, à proximité de la frontière avec le Tchad. Elle fait partie de l'arrondissement de Taibong (commune de Dziguilao).

## Population
Lors du recensement de 2005, 2 787 personnes ont été dénombrées à Donrossé Balane.

## Infrastructures
Dongrossé est doté d'un collège public général (CES).